# Mastschiene

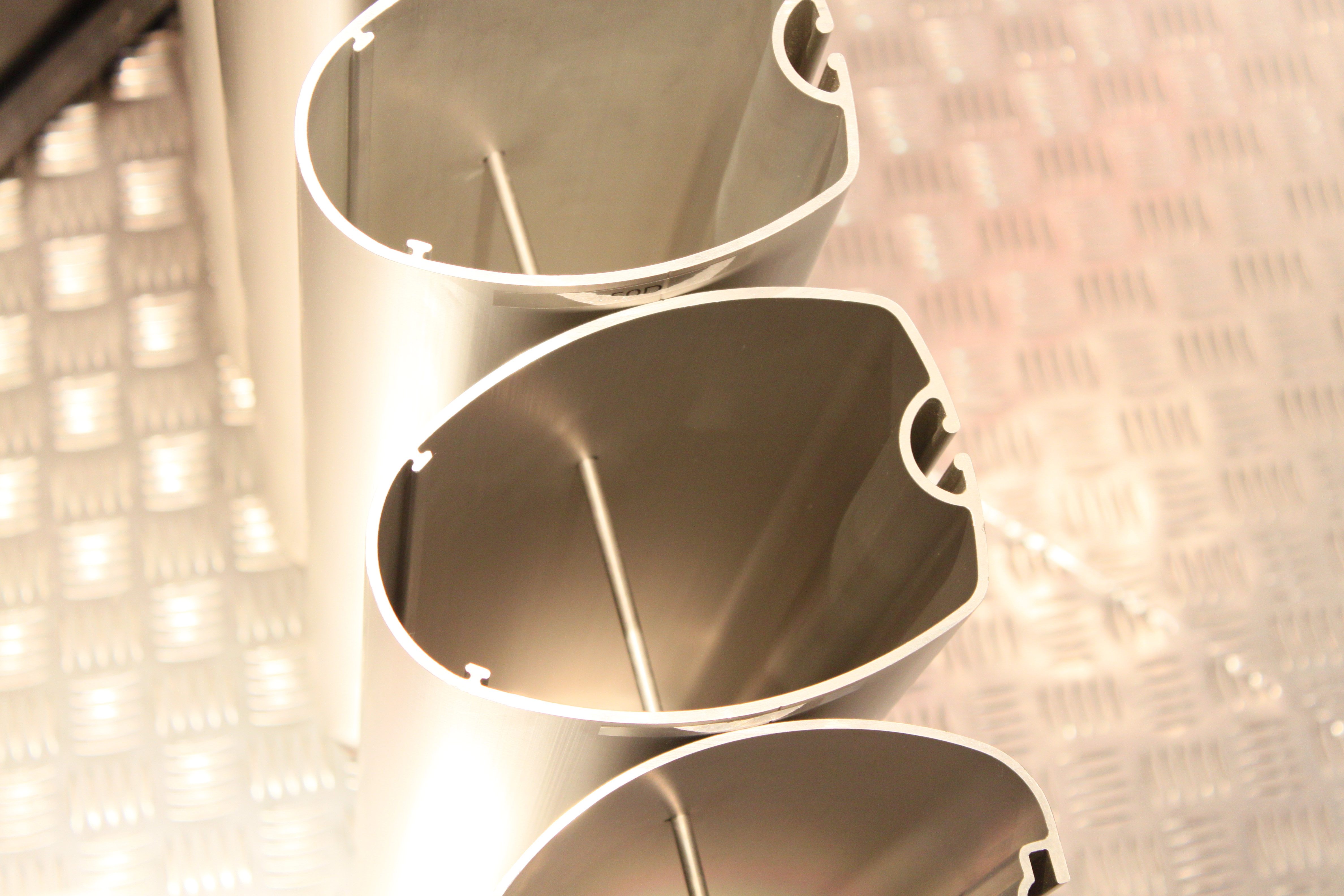
Schiffsmasten im Profil. Die Mastschiene ist auf der rechten Seite zu sehen.

Die Mastschiene oder Mastrutscherschiene ist die an der achteren (hinteren) Seite des Schiffsmastes angebrachte Schiene, in der das Großsegel geheist wird. Am Segel sind dazu passende Mastrutscher angebracht, die das Vorliek in der Spur halten. 
Mastschienen können diverse Formen annehmen. Die traditionelle und noch immer weit verbreitete ist eine dem Durchmesser des Mastes angepasste Kerbe, in die die Mastrutscher aus Kunststoff gesteckt werden – ganz ähnlich wie die T-Schiene einer Gardine. Vorteile sind die einfache Bauweise, die günstigen zugehörigen Mastrutscher und das relativ dichte Anliegen des Segel-Vorlieks am Mast. Letzteres ist für die Aerodynamik vorteilhaft. Nachteilig ist die entstehende relativ hohe Reibung. Als Alternative wird vor allem bei größeren Booten eine Profilschiene auf den Mast geschweißt, auf der mit kugelgelagerten Rädern versehene Schlitten bewegt werden. Diese Bauform weist einen deutlich geringeren Reibungswiderstand auf, ist allerdings auch schwerer und teurer. 

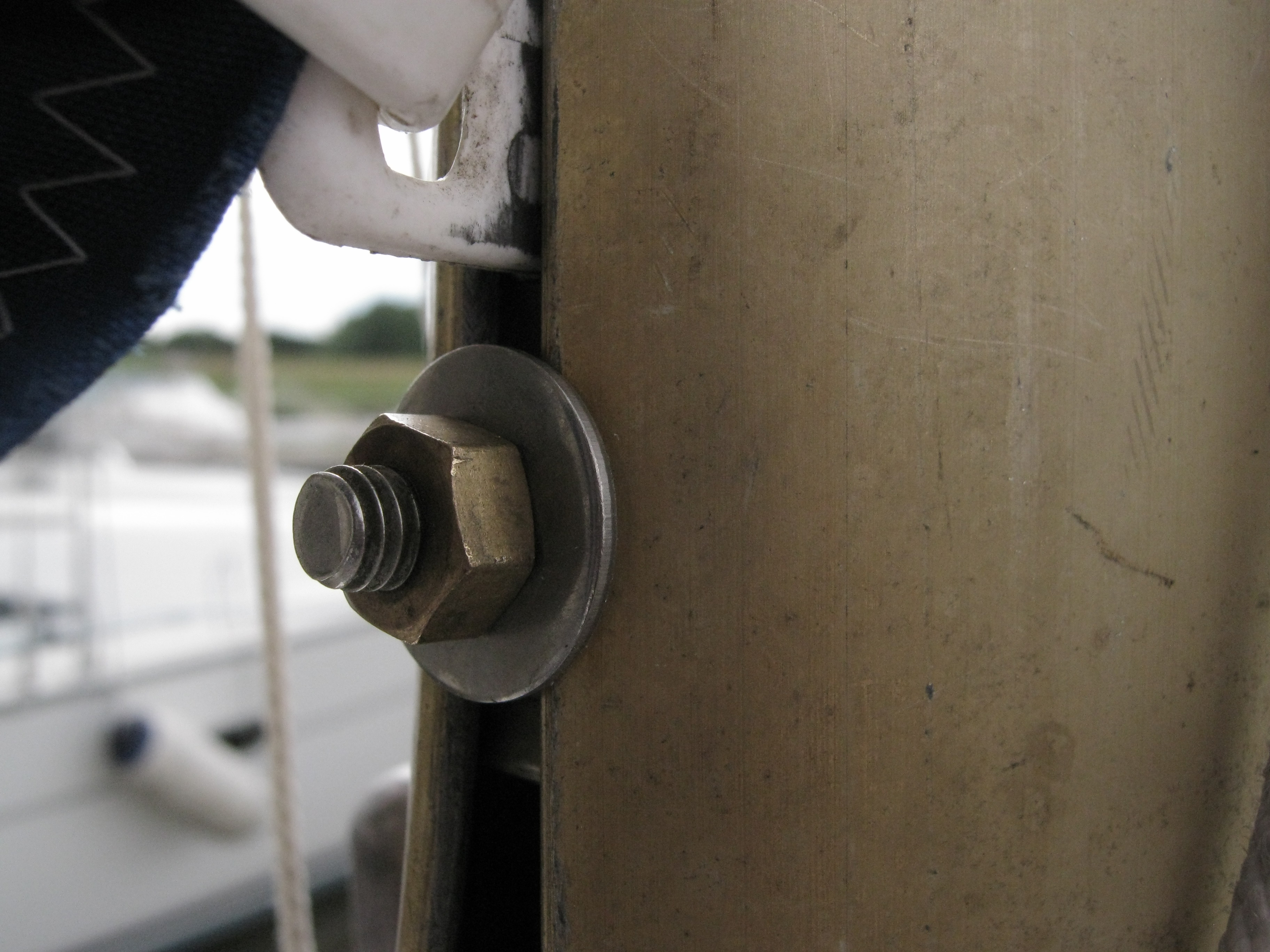
Mastrutscherstopper am unteren Ende des Segels

Um das Großsegel an- oder abzuschlagen – was üblicherweise nur einmal in der Saison passiert – ist die Kerbe kurz oberhalb des Lümmelbeschlages aufgeweitet, so dass dort die Rutscher hineingesteckt werden können. Das Loch kann dann je nach Konstruktion unterschiedlich verschlossen werden, zum Beispiel mit einem Mastrutscherstopper in Form eines Bolzens. 
Nicht verwechselt werden darf die Mastschiene mit der Mastspur. Dies ist eine insbesondere auf Regattabooten verwendete (sehr kurze) Schiene auf die der Mast gestellt wird und in seiner Position für Trimmzwecke verschoben werden kann. 